# Marcello Ceccarelli
Marcello Ceccarelli (Perugia, 13 ottobre 1927 – Bazzano, 30 gennaio 1984) è stato un fisico e astronomo italiano.

## Biografia
Figlio del chirurgo Galeno Ceccarelli (1889-1970) e di Olga Lotti (1898-1994), nipote di Bernardino Lotti, fratello di Paolo Ceccarelli, trascorse la giovinezza a Perugia, Bari e Padova, dove si stabilì nel 1939.
Nel 1948 si laureò in fisica all'Università di Padova discutendo una tesi sulla radioattività del potassio con relatore Antonio Rostagni. In seguito, i suoi esperimenti sulla misura del decadimento del potassio radioattivo fornirono una delle prime osservazioni mondiali sulla conservazione della non parità.
Sulla base di questi risultati gli astronomi scoprirono poi che l'età dell'universo andava per lo meno raddoppiata.
Tra 1950 e 1951 lavorò con Cecil Powell al H.H. Wills laboratory di Bristol per approfondire la tecnica delle lastre nucleari. Tra 1955 e 1956 fu coordinatore del “gruppo lastre” del Max Planck Institut für Physik di Göttingen, lavorando a stretto contatto con Werner Heisenberg.
Nel 1961 vinse la cattedra di fisica sperimentale e prese servizio alla Università di Bari. L'anno seguente venne chiamato dall' Università di Bologna, dove mantenne la cattedra di fisica sperimentale II fino al 1983.
Dopo essersi occupato per circa dieci anni di particelle elementari fu a Bologna che comincia il suo interesse per l'astrofisica e la radioastronomia che lo portò, tra 1960 e 1964, a progettare e costruire, insieme ad Alessandro Braccesi e a Gianfranco Sinigaglia,  il radiotelescopio “Croce del Nord” di Medicina (Bologna), ancora oggi uno dei più grandi del mondo. Inaugurata nell'ottobre 1964, la “Croce del Nord” produsse in breve tempo il più grande catalogo di radiosorgenti in gran parte non rivelate prima.
L'aggravarsi di una forma di sclerosi multipla rallentò la sua attività scientifica e sperimentale, ma non compromise la sua attività creativa. La vocazione per la divulgazione scientifica lo portò nel 1968 a scrivere Una betulla per la Pio. Appunti per insegnare la fisica (o per tentare di dimenticarla), Zanichelli, Bologna 1968 e a ideare e condurre la trasmissione televisiva Planetario con la regia di Giangi Poli per il secondo canale della RAI, da poco inaugurato
Il suo sempre acceso interesse per il mondo dell'infanzia e per l'insegnamento della fisica ad ogni livello di età lo spinse poi a collaborare con il Comune di Bologna (dal 1972) come educatore scientifico per le scuole d'infanzia. Scrisse, nel 1977, un libro di favole con illustrazioni del pittore nonché amico Carlo Leoni.
Nel 1983 ricevette il Premio Linceo per la fisica da parte della Accademia Nazionale dei Lincei.
Nel 1985 gli venne assegnato (alla memoria) l'Archiginnasio d'oro da parte del Comune di Bologna.

## Opere
- Marcello Ceccarelli, Una betulla per la Pio. Appunti per insegnare la fisica (o per tentare di dimenticarla), Zanichelli, Bologna 1968.
- Marcello Ceccarelli, Viaggio provvisorio. Breve storia di un uomo, della sua sclerosi a placche e di un esperimento finora mal riuscito, Zanichelli, Bologna 1976.
- Marcello Ceccarelli, Qualcosa per farci parlare di atomi e di stelle, illustrazioni di Carlo Leoni, Cappelli, Bologna 1977.
- Marcello Ceccarelli, Enea, la mamma e l'universo, illustrazioni di Carlo Leoni, Emme, Milano 1978.
- Marcello Ceccarelli, Luisa Fabbrichesi Ceccarelli, Il bambino e la scienza, Zanichelli, Bologna 1981.
- Marcello Ceccarelli. Biografia epistolare di un fisico, 1950-1980, a cura di Luisa Fabbrichesi Ceccarelli, CLUEB, Bologna 1994.
- Marcello Ceccarelli, L'avventura di vivere, a cura di Luisa Fabbrichesi Ceccarelli, Pendragon, Bologna 2004.
- Margherita Hack, Marcello Ceccarelli: un esempio difficile da dimenticare e da imitare, Prolusione celebrativa alla cerimonia di conferimento dell'Archiginnasio d'oro alla memoria di Marcello Ceccarelli, Bologna, 2 febbraio 1984.